# World Rugby Player of the Year
World Rugby Player of the Year – nagroda przyznawana przez World Rugby, organizację zarządzającą rugby union, najlepszemu według panelu ekspertów zawodnikowi tej dyscypliny sportu. Ocena obejmuje okres od kończących poprzedni rok meczów międzynarodowych do zakończenia rozgrywek The Rugby Championship, a w latach, w których odbywa się Puchar Świata, brane są również pod uwagę występy w tej imprezie.
Pierwszy raz została przyznana w 2001 roku podczas inauguracyjnej gali World Rugby Awards. W skład panelu ekspertów wchodzili byli wybitni zawodnicy, którzy głosowali według ustalonych kryteriów.
Dwóch graczy otrzymało to wyróżnienie trzykrotnie: Richie McCaw (w tym dwukrotnie z rzędu) w latach 2006, 2009 i 2010, a także Daniel Carter w latach 2005, 2012 i 2015.

## Laureaci
| Rok                                | Zwycięzca            | Zwycięzca | Pozostali nominowani                                                                | Panel ekspertów |
| ---------------------------------- | -------------------- | --------- | ----------------------------------------------------------------------------------- | --- |
| 2001 11 listopada 2001 Londyn      | Keith Wood           |           | George Gregan Brian O’Driscoll George Smith Jonny Wilkinson                         | Gerald Davies Paul Ackford Sean Fitzpatrick Simon Poidevin Hugo Porta Gareth Rees Philippe Sella Fergus Slattery David Sole Chester Williams |
| 2002 26 stycznia 2003 Londyn       | Fabien Galthié       |           | Richie McCaw Joe van Niekerk Brian O’Driscoll Jason Robinson                        | Gerald Davies Paul Ackford Sean Fitzpatrick Simon Poidevin Hugo Porta Gareth Rees Philippe Sella Fergus Slattery David Sole Chester Williams |
| 2003 23 listopada 2003 Sydney      | Jonny Wilkinson      |           | Imanol Harinordoquy Richie McCaw Steve Thompson Phil Waugh                          | Gerald Davies Paul Ackford Sean Fitzpatrick Simon Poidevin Hugo Porta Gareth Rees Philippe Sella Fergus Slattery David Sole Chester Williams |
| 2004 28 listopada 2004 Londyn      | Schalk Burger        |           | Serge Betsen Gordon D’Arcy Matt Giteau Marius Joubert                               | John Eales Jonathan Davies Fabien Galthié Gavin Hastings Michael Jones Dan Lyle Federico Méndez Francois Pienaar Keith Wood + Rob Andrew (2004) + Will Greenwood (2007) |
| 2005 27 listopada 2005 Paryż       | Daniel Carter        |           | Bryan Habana Victor Matfield Richie McCaw Tana Umaga                                | John Eales Jonathan Davies Fabien Galthié Gavin Hastings Michael Jones Dan Lyle Federico Méndez Francois Pienaar Keith Wood + Rob Andrew (2004) + Will Greenwood (2007) |
| 2006 27 listopada 2006 Glasgow     | Richie McCaw         |           | Daniel Carter Chris Latham Paul O’Connell Fourie du Preez                           | John Eales Jonathan Davies Fabien Galthié Gavin Hastings Michael Jones Dan Lyle Federico Méndez Francois Pienaar Keith Wood + Rob Andrew (2004) + Will Greenwood (2007) |
| 2007 21 października 2007 Paryż    | Bryan Habana         |           | Felipe Contepomi Juan Martín Hernández Yannick Jauzion Richie McCaw                 | John Eales Jonathan Davies Fabien Galthié Gavin Hastings Michael Jones Dan Lyle Federico Méndez Francois Pienaar Keith Wood + Rob Andrew (2004) + Will Greenwood (2007) |
| 2008 23 listopada 2008 Londyn      | Shane Williams       |           | Sergio Parisse Mike Blair Daniel Carter Ryan Jones                                  | John Eales Will Greenwood Raphaël Ibañez Gavin Hastings (2008–2015) Chris Paterson (2016) Agustín Pichot Francois Pienaar Scott Quinnell Tana Umaga Paul Wallace + dziennikarze (2015–2016): Pierre Galy, Stephen Jones, Georgina Robinson (2015), Jim Kayes, Sergio Stuart |
| 2009 28 listopada 2009 Marsylia    | Richie McCaw         |           | Jamie Heaslip Brian O’Driscoll Fourie du Preez Francois Steyn Matt Giteau Tom Croft | John Eales Will Greenwood Raphaël Ibañez Gavin Hastings (2008–2015) Chris Paterson (2016) Agustín Pichot Francois Pienaar Scott Quinnell Tana Umaga Paul Wallace + dziennikarze (2015–2016): Pierre Galy, Stephen Jones, Georgina Robinson (2015), Jim Kayes, Sergio Stuart |
| 2010 1 grudnia 2010                | Richie McCaw         |           | Mils Muliaina David Pocock Victor Matfield Imanol Harinordoquy Kurtley Beale        | John Eales Will Greenwood Raphaël Ibañez Gavin Hastings (2008–2015) Chris Paterson (2016) Agustín Pichot Francois Pienaar Scott Quinnell Tana Umaga Paul Wallace + dziennikarze (2015–2016): Pierre Galy, Stephen Jones, Georgina Robinson (2015), Jim Kayes, Sergio Stuart |
| 2011 24 października 2011 Auckland | Thierry Dusautoir    |           | Will Genia Jerome Kaino David Pocock Maʻa Nonu Piri Weepu                           | John Eales Will Greenwood Raphaël Ibañez Gavin Hastings (2008–2015) Chris Paterson (2016) Agustín Pichot Francois Pienaar Scott Quinnell Tana Umaga Paul Wallace + dziennikarze (2015–2016): Pierre Galy, Stephen Jones, Georgina Robinson (2015), Jim Kayes, Sergio Stuart |
| 2012 3 grudnia 2012 Londyn         | Daniel Carter        |           | Owen Farrell Richie McCaw Frédéric Michalak                                         | John Eales Will Greenwood Raphaël Ibañez Gavin Hastings (2008–2015) Chris Paterson (2016) Agustín Pichot Francois Pienaar Scott Quinnell Tana Umaga Paul Wallace + dziennikarze (2015–2016): Pierre Galy, Stephen Jones, Georgina Robinson (2015), Jim Kayes, Sergio Stuart |
| 2013 3 grudnia 2013                | Kieran Read          |           | Eben Etzebeth Leigh Halfpenny Sergio Parisse Ben Smith                              | John Eales Will Greenwood Raphaël Ibañez Gavin Hastings (2008–2015) Chris Paterson (2016) Agustín Pichot Francois Pienaar Scott Quinnell Tana Umaga Paul Wallace + dziennikarze (2015–2016): Pierre Galy, Stephen Jones, Georgina Robinson (2015), Jim Kayes, Sergio Stuart |
| 2014 22 listopada 2014             | Brodie Retallick     |           | Willie le Roux Julian Savea Jonathan Sexton Duane Vermeulen                         | John Eales Will Greenwood Raphaël Ibañez Gavin Hastings (2008–2015) Chris Paterson (2016) Agustín Pichot Francois Pienaar Scott Quinnell Tana Umaga Paul Wallace + dziennikarze (2015–2016): Pierre Galy, Stephen Jones, Georgina Robinson (2015), Jim Kayes, Sergio Stuart |
| 2015 1 listopada 2015 Londyn       | Daniel Carter        |           | Michael Hooper Alun Wyn Jones Greig Laidlaw David Pocock Julian Savea               | John Eales Will Greenwood Raphaël Ibañez Gavin Hastings (2008–2015) Chris Paterson (2016) Agustín Pichot Francois Pienaar Scott Quinnell Tana Umaga Paul Wallace + dziennikarze (2015–2016): Pierre Galy, Stephen Jones, Georgina Robinson (2015), Jim Kayes, Sergio Stuart |
| 2016 13 listopada 2016 Londyn      | Beauden Barrett      |           | Dane Coles Owen Farrell Jamie Heaslip Maro Itoje Billy Vunipola                     | John Eales Will Greenwood Raphaël Ibañez Gavin Hastings (2008–2015) Chris Paterson (2016) Agustín Pichot Francois Pienaar Scott Quinnell Tana Umaga Paul Wallace + dziennikarze (2015–2016): Pierre Galy, Stephen Jones, Georgina Robinson (2015), Jim Kayes, Sergio Stuart |
| 2017 26 listopada 2017 Monako      | Beauden Barrett      |           | Owen Farrell Israel Folau Rieko Ioane Maro Itoje                                    | John Smit George Gregan Maggie Alphonsi Clive Woodward Brian O’Driscoll Agustín Pichot Richie McCaw Fabien Galthié |
| 2018 25 listopada 2018 Monako      | Jonathan Sexton      |           | Beauden Barrett Faf de Klerk Malcolm Marx Rieko Ioane                               | John Smit George Gregan Maggie Alphonsi Clive Woodward Brian O’Driscoll Agustín Pichot Richie McCaw Fabien Galthié |
| 2019 3 listopada 2019 Tokio        | Pieter-Steph du Toit |           | Tom Curry Alun Wyn Jones Cheslin Kolbe Ardie Savea Joe Taufeteʻe                    | John Smit George Gregan Maggie Alphonsi Brian O’Driscoll Agustín Pichot Richie McCaw Fabien Galthié Fiona Coghlan Seilala Mapusua Melodie Robinson |
| 2021 10 grudnia 2021               | Antoine Dupont       |           | Michael Hooper Maro Itoje Samu Kerevi                                               | Maggie Alphonsi Fiona Coghlan Thierry Dusautoir George Gregan Richie McCaw Brian O’Driscoll Melodie Robinson John Smit Clive Woodward |
| 2022 20 listopada 2022 Monako      | Josh van der Flier   |           | Jonathan Sexton Lukhanyo Am Antoine Dupont                                          | Jacques Burger Fiona Coghlan Thierry Dusautoir Richie McCaw Drew Mitchell Ugo Monye Melodie Robinson Blaine Scully John Smit |
| 2023 29 października 2023 Paryż    | Ardie Savea          |           | Bundee Aki Antoine Dupont Eben Etzebeth                                             | Jacques Burger Fiona Coghlan Thierry Dusautoir Richie McCaw Drew Mitchell Ugo Monye Melodie Robinson Blaine Scully John Smit |